# Erlöserkirche (Bad Godesberg)

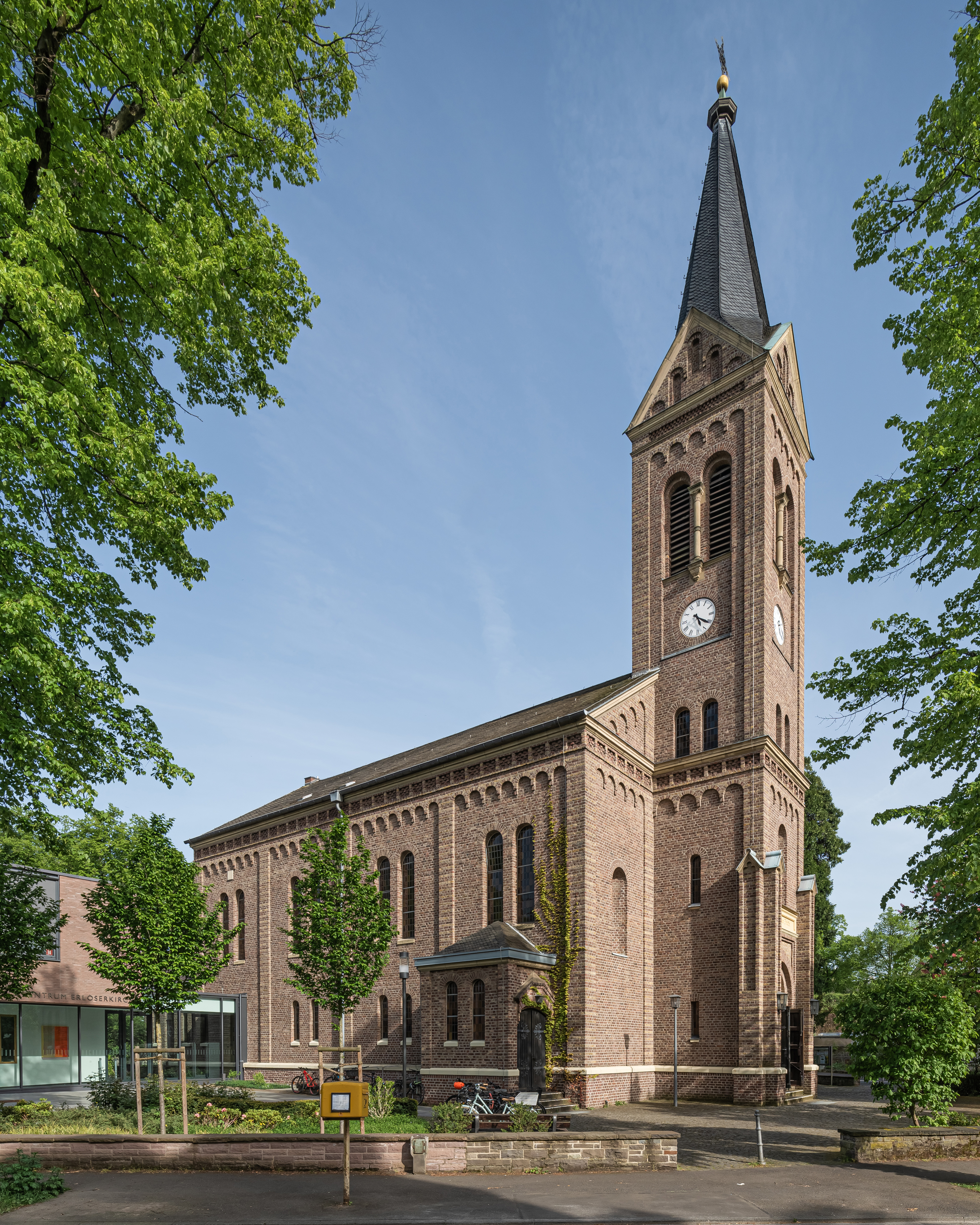
Außenansicht der Erlöserkirche

Die evangelische Erlöserkirche im Bonner Stadtbezirk Bad Godesberg wurde von 1878 bis 1880 errichtet. Sie gehört zur Evangelischen Erlöser-Kirchengemeinde Bad Godesberg im Kirchenkreis Bad Godesberg-Voreifel der Evangelischen Kirche im Rheinland. Das Gebäude steht unter Denkmalschutz.

## Lage
Die Kirche liegt am Rande des Ortsteils Rüngsdorf an der Rüngsdorfer Straße 43 auf einem spitzwinklig zulaufenden Grundstück an der Kreuzung Rüngsdorfer Straße und Friedrichallee.

## Geschichte

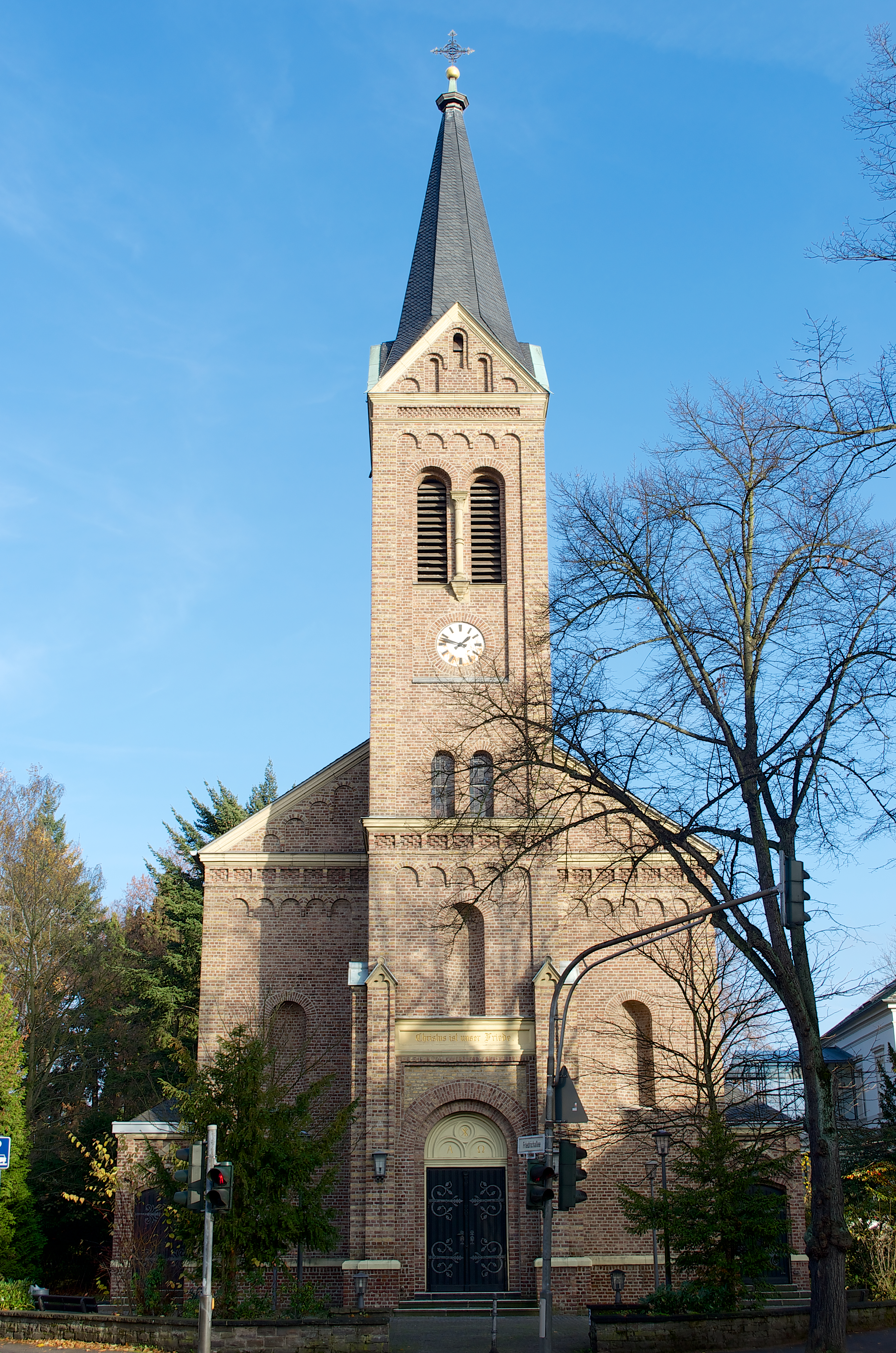
Frontfassade im November 2012, noch mit altem Ziffernblatt

Die evangelische Gemeinde Godesberg war 1861 als Filialgemeinde Bonns gegründet worden. Deren Gemeindemitglieder nutzten zunächst zum Gottesdienst die Rigal’sche Kapelle in Godesberg. Für die schnell wachsende Godesberger Gemeinde war die vormalige Privatkapelle bald zu klein und unter dem Pfarrer Julius Axenfeld entschied man sich für den Bau einer neuen Kirche auf noch unbebautem Gebiet zwischen der damaligen Stadt Godesberg und dem Dorf Rüngsdorf. Der vorausschauende Axenfeld vermutete, dass diese Gegend bald ein Wohngebiet werden würde. Der Entwurf zur neuen Kirche stammte von Hermann Cuno, als bauleitender Architekt war Louis Pampel verantwortlich. Von 1878 bis 1880 wurde die Kirche errichtet; am 1. Juli 1880 fand die Einweihung statt. Dass sich die zunächst nur gut hundert Protestantenfamilien den Bau und Unterhalt einer eigenen Kirche leisten konnten, empörte die alteingesessenen und nicht so wohlhabenden Katholiken Bad Godesbergs. Von ihnen wurde die neue Kirche als „Speckmöll“ (Speckmühle) bezeichnet. 1892 wurden nachträglich Emporen in das Kirchengebäude eingebaut. Sie wurden 1930 tiefergelegt und 1956 erneuert sowie auf Stahlstützen mit Betonträgern gestellt.
Bis 1953 wurde die Kirche als Neue evangelische Kirche bezeichnet, ab dann erhielt sie den Namen Erlöserkirche. Eine umfassende Renovierung des Gebäudes fand 1968 statt, dabei wurden Teile der Innenausstattung ausgetauscht. Der Kirchenraum wurde dadurch nüchterner und heller. Im November 2016 wurden die Ziffernblätter und der Uhrenantrieb am Kirchturm für 15.000 Euro von der Firma Hörz aus Biberach modernisiert.

## Architektur
Die Backsteinkirche ist ein zweigeschossiger Saalbau. Sie verfügt über ein Kirchenschiff und einen vorgesetzten Turm an der Westseite, der den Eingang bildet. Die Apsis ist nach außen dreiseitig ausgestaltet. Das Hauptgebäude wird von eingeschossigen Sakristeibauten flankiert. Die seitlichen Eingangsvorbauten wurden später angebaut.
Die Außenwände des Gebäudes enthalten Verzierungen im Stil der Neuromanik; dabei gibt es Ähnlichkeiten mit der vormals von der Gemeinde genutzten Rigal’schen Kapelle. Das Hauptportal verfügt über eine doppelflügelige Eichentür mit verziertem Beschlag. Über dem gebogenen Tympanonfeld mit einem dreifachen Christusmonogramm in Sandstein befindet sich in eine Rechteckrahmung ein Sandsteinsturz mit der Inschrift: „Christus ist unser Friede“.
Der Turm endet in einem hohen achteckigen Zeltdach über vier Giebeln. Die drei 1,20 Meter hohen Ziffernblätter am Turm zeigen in Richtung des ehemaligen Dorfes Rüngsdorf, zum Godesberger Villenviertel und zur Godesberger Innenstadt. Ursprünglich waren sie aus Zinkblech gefertigt, seit der Erneuerung 2016 bestehen sie aus Aluminium.
Das Innere ist im klassizistischen Stil schlicht gehalten. Der Kirchenraum ist rechteckig und mit einer flachen Holzbalkendecke ausgestattet. Er wird durch einen Triumphbogen von der erhöhten, halbrunden Apsis mit ihrer Kalotte getrennt.

## Ausstattung

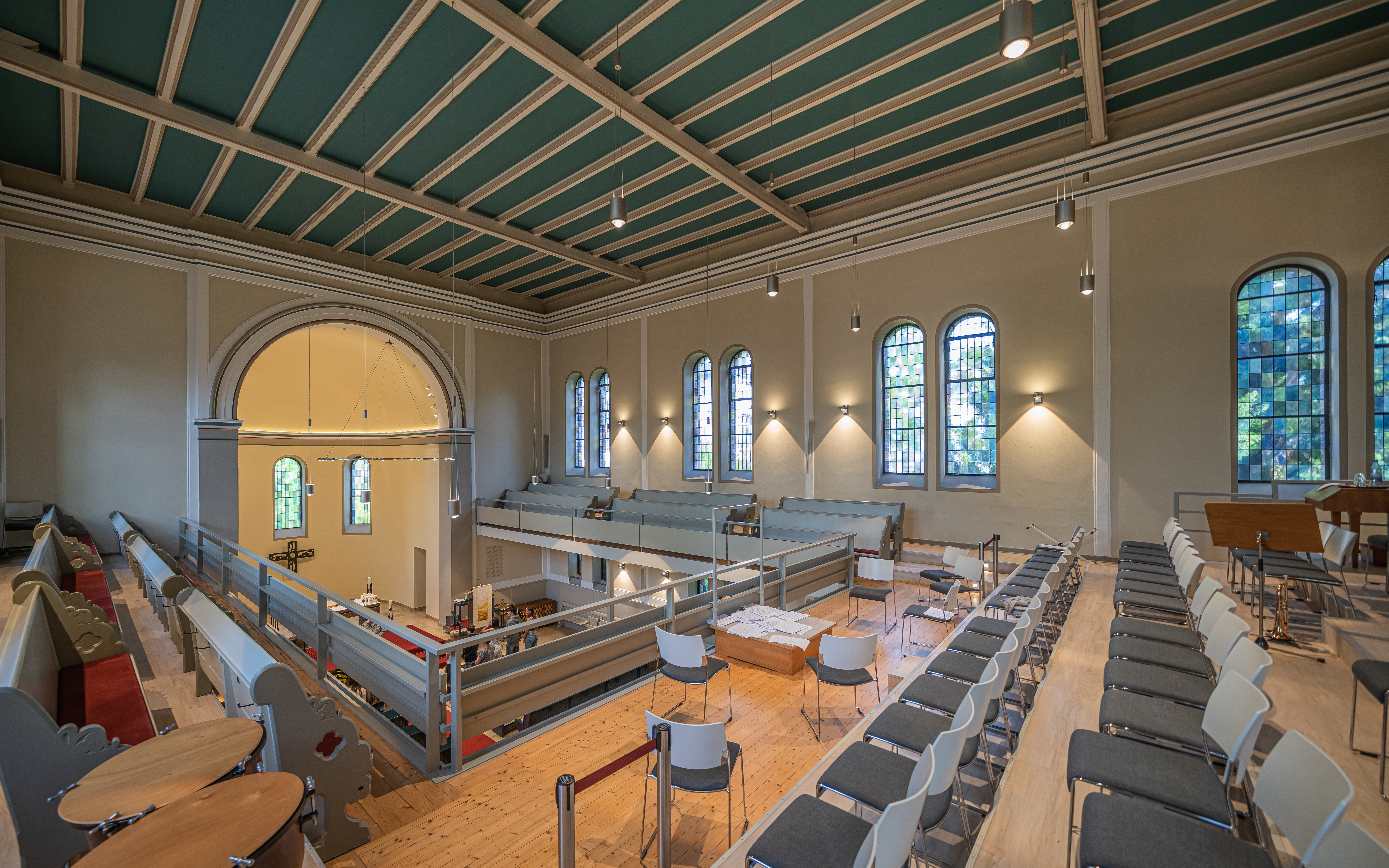
Interieur

Innen ist die Kirche in hellen Gelb-, Grau- und Weißflächen verputzt und durch eine flache Lisenengliederung (in Form senkrechter Mauerstreifen) strukturiert. Dazu passen die Glasfenster der Nachkriegszeit mit erdfarbenen Tönen. Der Fußboden wurde 1956 mit Solnhofener Platten neu belegt. Das Gestühl ist nach einer Sanierung blau gefasst. Nur die Klappsitze an den Seitenwänden und das Emporengestühl sind im Originalzustand. Die Kirche verfügt über rund 500 Sitzplätze. Die Orgelempore ragt in den Raum hinein.
1968 wurde beim Umbau der alte Altar durch einen einfachen Altartisch aus Marmor ersetzt. Das Wandkreuz, die Leuchter, die Kanzel und das Taufbecken wurden nach Vorgaben des damaligen Pastors, Michael Hack, in schlichten Metallstrukturen ausgeführt. Das vormalige Taufbecken in der Gestalt eines die Taufschale haltenden knienden Engels nach Bertel Thorwaldsen wurde zunächst als Grabmal auf dem Rüngsdorfer Friedhof verwendet. Eine erneute Nutzung in der Erlöserkirche ist geplant.

## Orgel

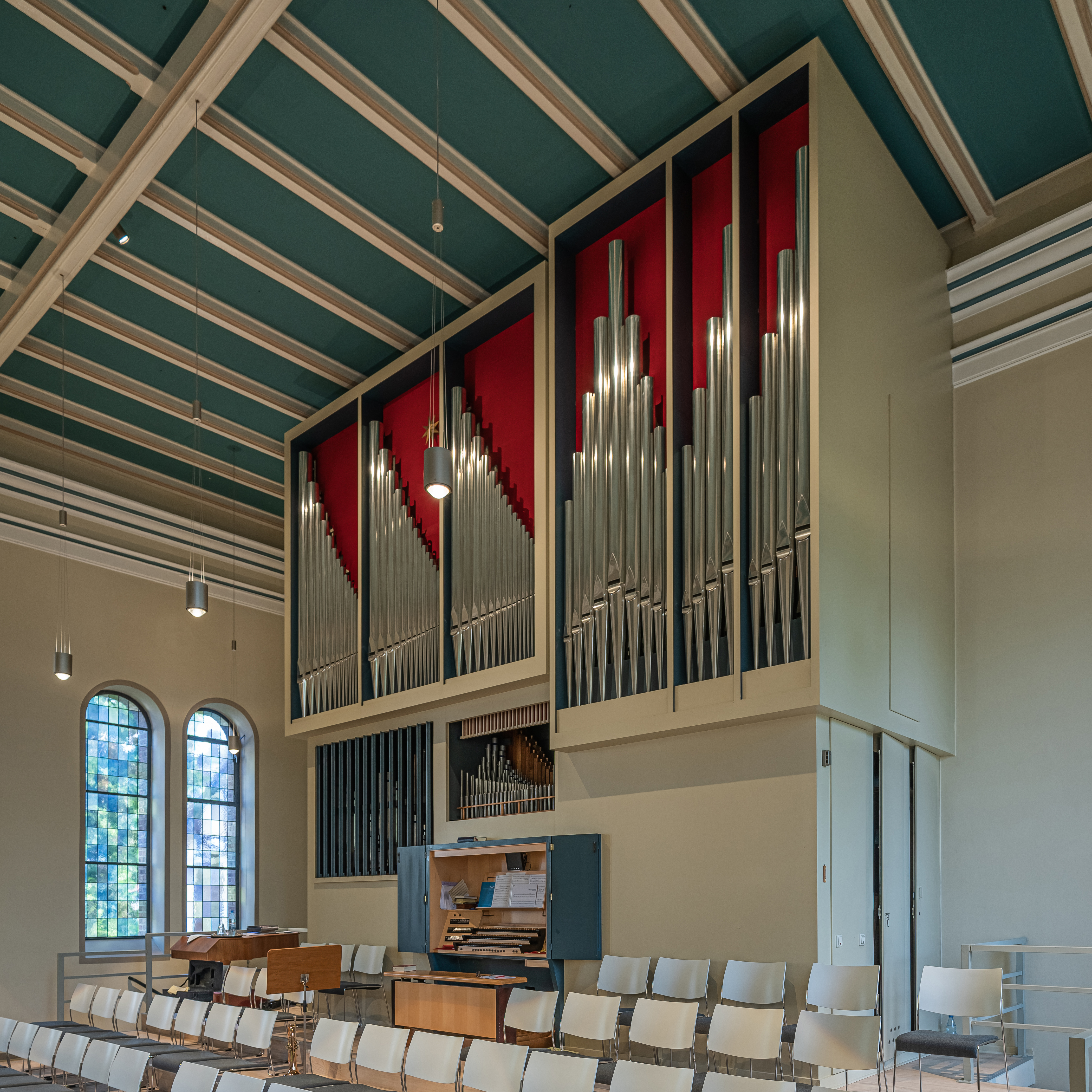
Orgel

Die Kirche wurde ursprünglich mit einem Instrument des Orgelbauers Friedrich Gerhardt (1826–1922) aus Merseburg ausgestattet. Diese Orgel wurde 1930 durch ein anderes Instrument ersetzt, welches bis 1966 genutzt wurde. Im Jahr 1969 wurde eine Orgel von Alexander Schuke Potsdam Orgelbau eingebaut. Sie verfügt über 34 Register auf drei Manualen mit Pedal (Op. 404). Das Gerät wurde 2013 generalüberholt.